# Иванов, Игорь Сергеевич
И́горь Серге́евич Ивано́в (род. 23 сентября 1945, Москва) — российский государственный деятель, дипломат. Президент Российского совета по международным делам с 2011 года.
Министр иностранных дел Российской Федерации (11 сентября 1998 — 9 марта 2004); секретарь Совета Безопасности Российской Федерации (9 марта 2004 — 17 июля 2007). Герой Российской Федерации (1999), чрезвычайный и полномочный посол (1989).
Доктор исторических наук. Профессор МГИМО. Член-корреспондент РАН.
С середины 2007 года отошёл от политики и занялся коммерческой, преподавательской и научной деятельностью. С 2009 года по 2019 год был членом Совета директоров и председателем Комитета по стратегии и инвестициям ПАО «Лукойл». С 2012 года — в совете директоров «Инфра Инжиниринг». В 2013 году вошёл в консультативный совет Altimo. Также является членом неправительственных организаций и клубов, в частности Европейского совета по толерантности и взаимоуважению, наблюдательного совета Международного Люксембургского форума по предотвращению ядерной катастрофы.

## Биография

### Ранние годы
С года до шести лет Иванов жил у бабушки  в Грузии. В одиннадцать лет поступил в Московское суворовское военное училище, которое окончил в 1963 году. Собирался стать офицером, но не прошёл медкомиссию.
В 1963 году поступил в Московский государственный институт иностранных языков имени Мориса Тореза (с 1990 года — Московский государственный лингвистический университет), который окончил в 1969 году. В институте изучал английский и испанский языки, был комсоргом группы, работал в стройотрядах, помогал собирать урожай в колхозах. После третьего курса стажировался на Кубе по линии советского внешнеэкономического предприятия «Авиаэкспорт».

### Работа и государственная служба
В 1969—1973 годах научный сотрудник Института мировой экономики и международных отношений Академии наук СССР, помощник-референт академика Николая Иноземцева.
В 1973 году поступил на службу в Министерство иностранных дел СССР. В 1973—1978 годах — второй секретарь 1-го Европейского отдела МИД СССР, старший инженер торгпредства в Мадриде, первый секретарь Посольства СССР в Испании. В 1978—1980 годах — советник посольства СССР в Испании. В 1980—1983 годах — советник-посланник посольства СССР в Испании.
В 1983—1984 годах — эксперт 1 класса Европейского отдела МИД СССР. В 1984—1986 годах — советник группы при МИД СССР, помощник министра иностранных дел СССР Эдуарда Шеварднадзе. В 1986—1987 годах — заместитель начальника — заведующий отделом Общего секретариата МИД СССР. В 1987—1989 годах — первый заместитель начальника — заведующий отделом Общего секретариата МИД СССР. В 1989—1991 годах — начальник Общего секретариата МИД СССР, член коллегии МИД СССР, принимал участие в разработке соглашения о передаче США акватории Берингова моря по разделительной линии Шеварднадзе — Бейкера.
В 1991—1994 годах — чрезвычайный и полномочный посол СССР и Российской Федерации в Испании. Согласно собственному свидетельству: «Я был, по-моему, последний или предпоследний посол Советского Союза. Я выехал из Советского Союза, вручил верительные грамоты как посол Советского Союза за две недели до распада Советского Союза…».

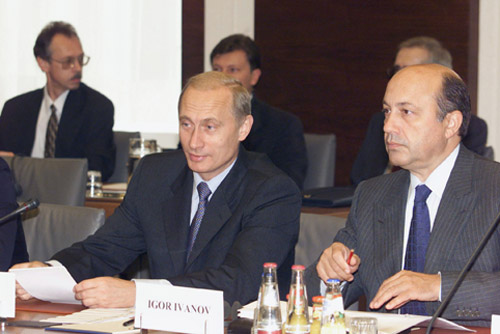
Президент России Владимир Путин и Игорь Иванов, 2001 год

В 1995—1998 годах первый заместитель министра иностранных дел Российской Федерации. Вспоминал: «Я был первым замом и у Козырева Андрея Владимировича и потом по наследству у Евгения Максимовича Примакова. Он [Примаков] мне сказал, что хотел, чтобы по крайней мере во внешней политике у него был человек, которого он знает, которому доверяет и с которым может сотрудничать, а не какой-то „строитель новых типов отношений“. И он обратился с такой просьбой к Борису Николаевичу Ельцину, президенту России, с тем, чтобы указ о его назначении премьер-министром одновременно подписать с указом о моем назначении министром иностранных дел».

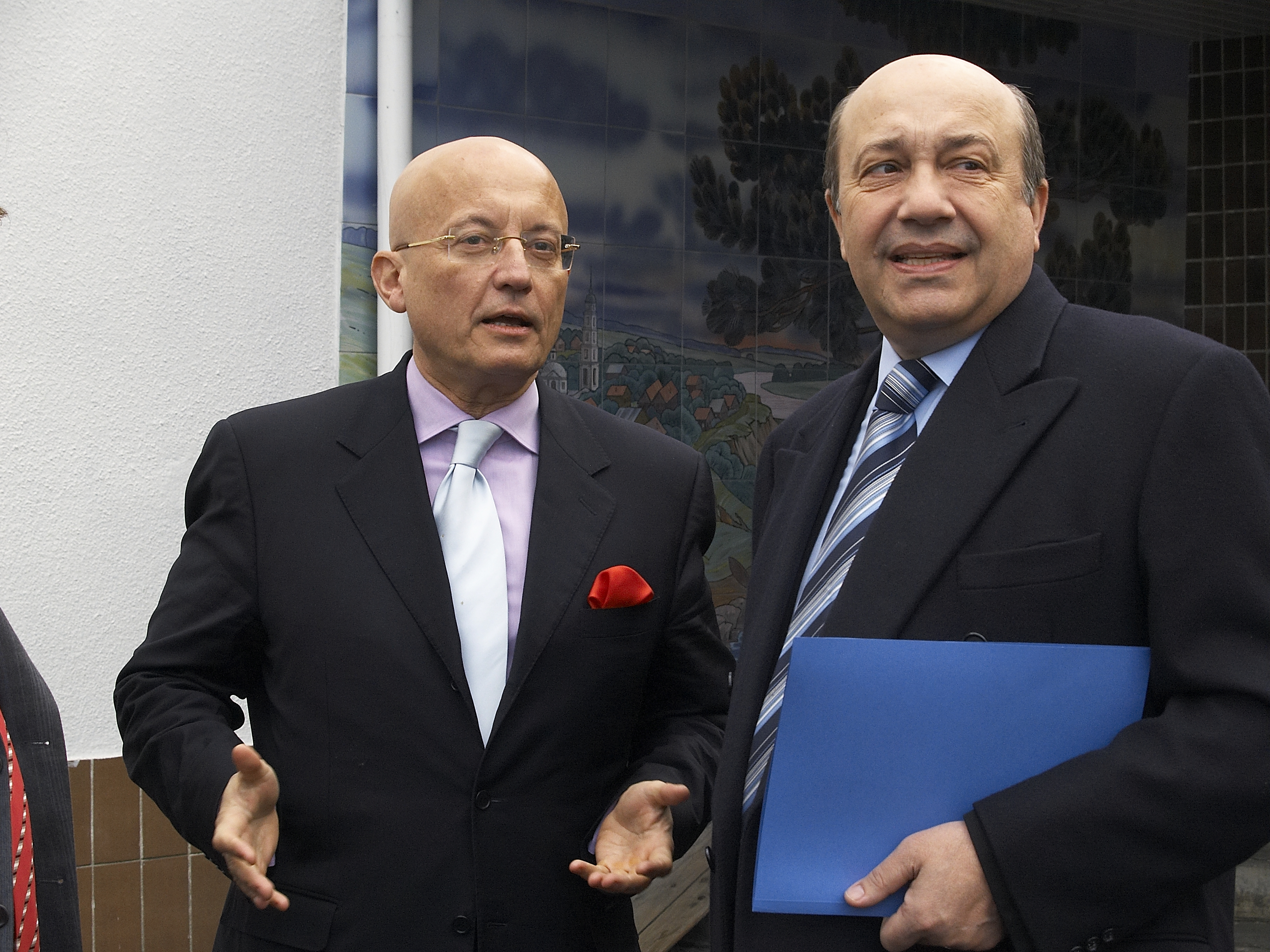
Члены Совета по внешней и оборонной политике Сергей Караганов и Игорь Иванов (справа)

11 сентября 1998 года назначен министром иностранных дел Российской Федерации. Выступал против действий НАТО в Югославии. Также являлся противником вторжения США в Ирак. Ещё Иванов сыграл ключевую роль в посредничестве в заключении сделки между президентом Грузии Эдуардом Шеварднадзе и оппозиционными партиями во время «Революции роз» в Грузии в 2003 году. 9 марта 2004 года освобождён от должности министра.
В 1998—2007 годах — постоянный член Совета Безопасности Российской Федерации, с 2004 по 17 июля 2007 года — секретарь Совета Безопасности Российской Федерации. Сообщил СМИ, что сам попросил освободить его от должности, так как посчитал выполненными поставленные перед ним при назначении на эту должность задачи по организации работы Совбеза.

### Дальнейшая деятельность
В феврале 2009 года принимал участие в неофициальной части российско-американских консультаций в Москве, первых после инаугурации Барака Обамы. После выступил с одобрением инициированной Дмитрием Медведевым политики «перезагрузки» и заявил о необходимости глубинных реформ всей системы международных отношений и завершении «потерянного двадцатилетия» в отношениях с США после холодной войны.

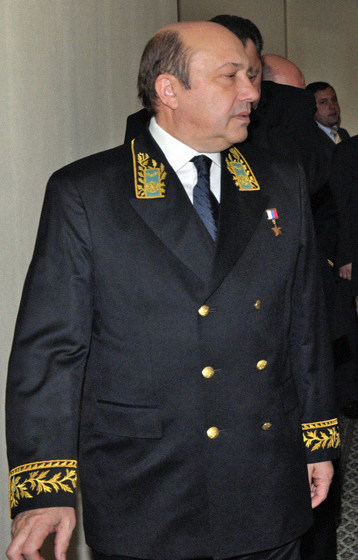
Игорь Иванов на торжественном приёме в МИД России. Февраль 2008

В декабре 2009 года стал сопредседателем международной комиссии в области безопасности «Евроатлантическая инициатива», целью которой стала разработка предложений по новой архитектуре безопасности в Евро-Атлантическом регионе. В рамках комиссии участвовал в формулировании потенциальных шагов по укреплению взаимного доверия и содействию сближения позиций России и НАТО.
С 2011 года — президент Российского совета по международным делам. Прежде, в июне 2010 года избран в совет общественного движения «ЗаМодернизацию.ру».
В феврале 2014 года вёл переговоры с министерством нефти Ирана, где заявил о заинтересованности «Лукойла» вернуться на иранский рынок.
21 мая 2014 года опубликовал свои «восемь уроков» украинского кризиса, в них отметил, что в новом правительстве Украины доминируют радикальные националисты, а в декабре 2015 года обсуждался вопрос о назначении Игоря Иванова полномочным представителем России в контактной группе по урегулированию ситуации на Украине, которым в итоге стал Борис Грызлов.
В августе 2017 года, после расширения набора санкций США в отношении России, Иванов призвал искать возможности для сотрудничества, несмотря на «откровенно враждебные и близорукие действия американской стороны». По его мнению, при совместных усилиях двух государств доверие начнёт постепенно восстанавливаться, а санкции будут отмирать.
В связи с приходом к власти в Украине Владимира Зеленского указал на необходимость «не потерять благоприятный момент», чтобы наладить диалог с украинскими властями. Иванов предложил начать совместную работу по активизации усилий для разрешения украинского кризиса, пригласив представителей Евросоюза и США. В 2020 году выступил с совместным заявлением «Евроатлантической инициативы» о «12 шагах к миру в Донбассе», он видел урегулирование конфликта в прекращении вооруженных действий путём политического урегулирования, выступал за диалог России и Украины, включая обсуждение проблем, связанных с Крымом.
В 2021 году подписал письмо к президентам России и США с просьбой о недопущении ядерной войны и призывом начать диалог, который приведёт к уменьшению ядерной угрозы и к открытию дороги к миру, свободному от ядерного оружия.
В январе 2022 года на фоне сообщений о грядущей войне с Украиной заявил, что «кампания вокруг якобы надвигающейся войны в Украине» не имеет под собой «никакой основы», что «от такой войны проиграют все: и Россия, и Запад, и Украина» и что эта война «не тянет на национальную идею» и не станет платформой, на которой могло бы консолидироваться российское общество; заинтересованными в нагнетании «информационной истерии» назвал украинцев и «евроатлантических союзников».
Поддерживая идею многополярного мира, в 2023 году Иванов дал интервью ТАСС, в котором сказал, что Америка выступает против «новых демократических институтов регионального масштаба» и придерживаются механизмов военно-политического характера. По его мнению, крупнейшей международной проблемой является администрация США, демонстрирующая «полное неуважение к основам современного мирового порядка».

## Семья
Отец — Сергей Вячеславович Иванов — кадровый военный, полковник. В годы Великой Отечественной войны командовал 2-й мотострелковой бригадой особого назначения (2-я мсбрОН). Похоронен в Саатлинском районе Азербайджана в 1975 году. Мать — Елена (Элико) Сагирашвили — служащая ГАИ, уроженка грузинского города Ахмета, расположенного в Панкисском ущелье.
Жена (с 1972) — Екатерина Семёновна, дочь С. П. Козырева. Дочь — Ольга.

## Санкции
9 ноября 2023 года, на фоне вторжения России на Украину, Канада ввелa санкции в отношении Иванова за активное распространение ложных нарративов, дезинформации и военной пропаганды «о продолжающемся вторжении на Украину, начиная с вторжения и оккупации Крыма».

## Награды
- Герой Российской Федерации (27 октября 1999)[33]
- Орден «За заслуги перед Отечеством» II степени (1999)[34]
- Орден «За заслуги перед Отечеством» III степени (2005)[35]
- Орден «За заслуги перед Отечеством» IV степени (1996)[36]
- Орден «Знак Почёта» (1988)
- Медаль «В память 850-летия Москвы»
- Благодарность президента Российской Федерации (1995, 1996, 1997, 1998, 1999, 12 июня 2002)[37][38]
- Большой крест Орден Святого Карлоса (2001, Колумбия)[39]
- Орден Дружбы (2001, Вьетнам)[40].[41]
- Орден «Достык» I степени (10 декабря 2001, Казахстан) — за значительный вклад в укрепление мира, дружбы и сотрудничества между государствами и народами, а также в связи с 10-летием независимости республики[42]
- Памятная медаль А. М. Горчакова (2005, МИД России)[43]
- Международная награда за большой вклад в дело ядерного нераспространения (2015, Фонд Карнеги)[44]
- Награда «Серебряный крест» Русского биографического института (1999)
- Лауреат премии «Человек года» (1999)[45]
- Орден святого благоверного равноапостольного князя Владимира II степени (2003, РПЦ)[46]
- Заслуженный работник дипломатической службы Российской Федерации (31 июля 2003) — за заслуги в реализации внешнеполитического курса Российской Федерации и многолетнюю плодотворную дипломатическую деятельность
- Грамота Содружества Независимых Государств (1 июня 2001) — за активную работу по укреплению и развитию Содружества Независимых Государств[47]